# 庫茲涅措韋
47°45′10″N 30°57′45″E / 47.75278°N 30.96250°E
庫茲涅措韋（烏克蘭語：Кузнецове），是烏克蘭南部的村莊，隸屬尼古拉耶夫州的沃茲涅先斯克區。該村始建於1870年，面積1.71平方公里，海拔高度43米，2001年人口706，人口密度每平方公里412.9人。